# جون توماس جلبرت
مؤرخ ايرلندي، ولد في دبلن عام 1829. ظهر له كتاب تاريخ مدينة دبلن وهو من ثلاثة أجزاء وكذلك نشر وثائق أصلية تتعلق بتاريخ ايرلندا، وخاصة تلك الخاصة بالقديسة مريم والقديس توما.